# 坎普頓斯普林斯 (馬里蘭州)
坎普頓斯普林斯（英語：Camp Springs）是位於美國馬里蘭州佐治王子縣的一個普查規定居民點。

## 人口
根據2020年美國人口普查的數據，坎普頓斯普林斯的面積為19.93平方千米，當中陸地面積為19.89平方千米，而水域面積為0.04平方千米。當地共有人口22734人，而人口密度為每平方千米1,140.69人。